# Menexen (fill de Sòcrates)
Menexen (en grec antic: Μενέξενоς) va ser un dels tres fills de Sòcrates i Xantipa. Tenia dos germans, Làmprocles i Sofronisc.
Els fills de Sòcrates, Menexen i Sofronisc, eren encara petits quan va ser jutjat i executat, un d'ells encara prou petit per estar en braços de la seva mare. Com que hi havia una tradició grega de posar al primer fill el nom de l'avi, Menexen era, segurament el fill més petit. Segons Aristòtil, tots els fills de Sòcrates eren «ximples, estúpids i insignificants».
El personatge que dona nom al diàleg de Plató Menexen, que també apareix al Lisis, és un individu diferent del fill de Sòcrates.